# Kuznetsk Alatau

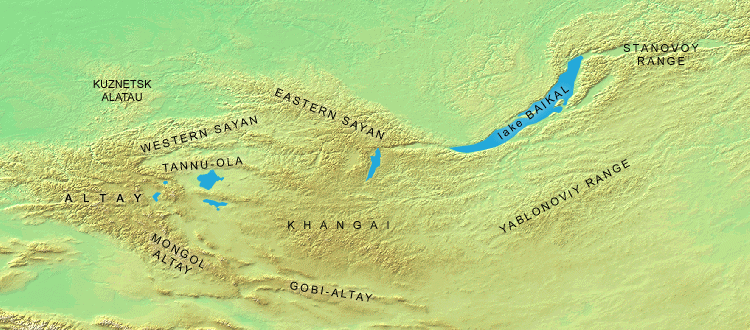
Cordillera de Kuznetski Alatau.

Kuznetski Alatau (en ruso: Кузнецкий Алатау) es una cordillera en el sur de Siberia, Rusia, situada entre la depresión de Kuznetsk y la de Minusinsk y que forma parte del sistema montañoso de Asia Central. Tiene una longitud de aproximadamente 300 km y una altitud máxima de 2178 m. 
La cordillera se compone de montañas con contornos relativamente lisos, laderas orientales empinadas y laderas occidentales suaves. Los abetos predominan en el cinturón forestal, excepto por su parte superior, donde, hacia el límite arbóreo (1300-1900 m), el pino de Siberia se convierte en el árbol dominante. Las tierras altas están ocupadas por grandes taludes de piedras largas, parches de prados subalpinos y, en algunos macizos del sur, parches de tundra con líquenes, musgos y arbustos. La cuenca del río Kóndoma en la región de Górnaya Shoria es notable por los bosques de tilo, que pueden ser vestigios de la vegetación nemoral del prePleistoceno en Siberia. En todos las mesetas, los claros de bosque están ocupados por largos prados forestales.
La cordillera se compone principalmente de rocas metamórficas ricas en hierro, manganeso, nefelinas y oro.